# Ivan Randić
Ivan Randić "Nikola" (Draga, Sušak, 3. prosinca 1911. - Zagreb, 20. lipnja 1973.), hrvatski pripadnik pokreta otpora, novinar, komunist, politički komesar, visoki vojno-politički dužnosnik:299.-300.

## Životopis
Rodio se je 1911. godine. Pristupio komunističkom pokretu. Sud za zaštitu države u Beogradu osudio ga je 1933. godine na 4 godine. Pridružio se je NOP-u. Rukovoditelj NOO-a Split od svibnja 1942. do pada Italije. Lipnja 1942. umjesto Gerškovića obnaša dužnost sekretara Gradskog komiteta KPH Splita. S Antom Marasovićem "Mirkom" uređivao je organ NOO-a Split Slobodu. 24. listopada 1943. po zapovijedi Vrhovnog štaba NOV i POJ postavljen je za zamjenika komesara Mornarice. Dužnost je obnašao do odlaska u mirovinu.:299.-300.
U vojsci službovao od 1942. do 1962. godine. Nosio je čin kontraadmirala.